# Горошанский, Александр Александрович
Александр Александрович Горошанский (родился 28 марта 1986 года, Москва, СССР) — российский хоккеист, центральный нападающий. Воспитанник московских «Крыльев Советов». Выступает за клуб Высшей хоккейной лиги «Саров».